# 윤동윤
윤동윤(尹東潤, 1938년 6월 18일 ~ )은 대한민국의 정치인이다. 체신부 차관 등을 거쳐 체신부 장관 직책을 지냈다.

## 주요 이력

### 경력
- 제3회 행정고시 출신
- 체신부 통신정책국 국장
- 체신부 우정국 국장
- 체신부 기획관리실 실장
- 제21대 체신부 차관
- 제40대 체신부 장관
- 한국복지정보통신협의회 이사장
- 신한국당 당무위원

### 학력
- 서울대학교 법과대학 법학과 학사